# Prozaprijs van de gemeente Amsterdam
De Prozaprijs van de gemeente Amsterdam is een voormalige jaarlijkse prijs voor een roman of novelle.
De prijs werd ingesteld in 1946 en in 1972 voortgezet als de Multatuliprijs.

## Gelauwerden

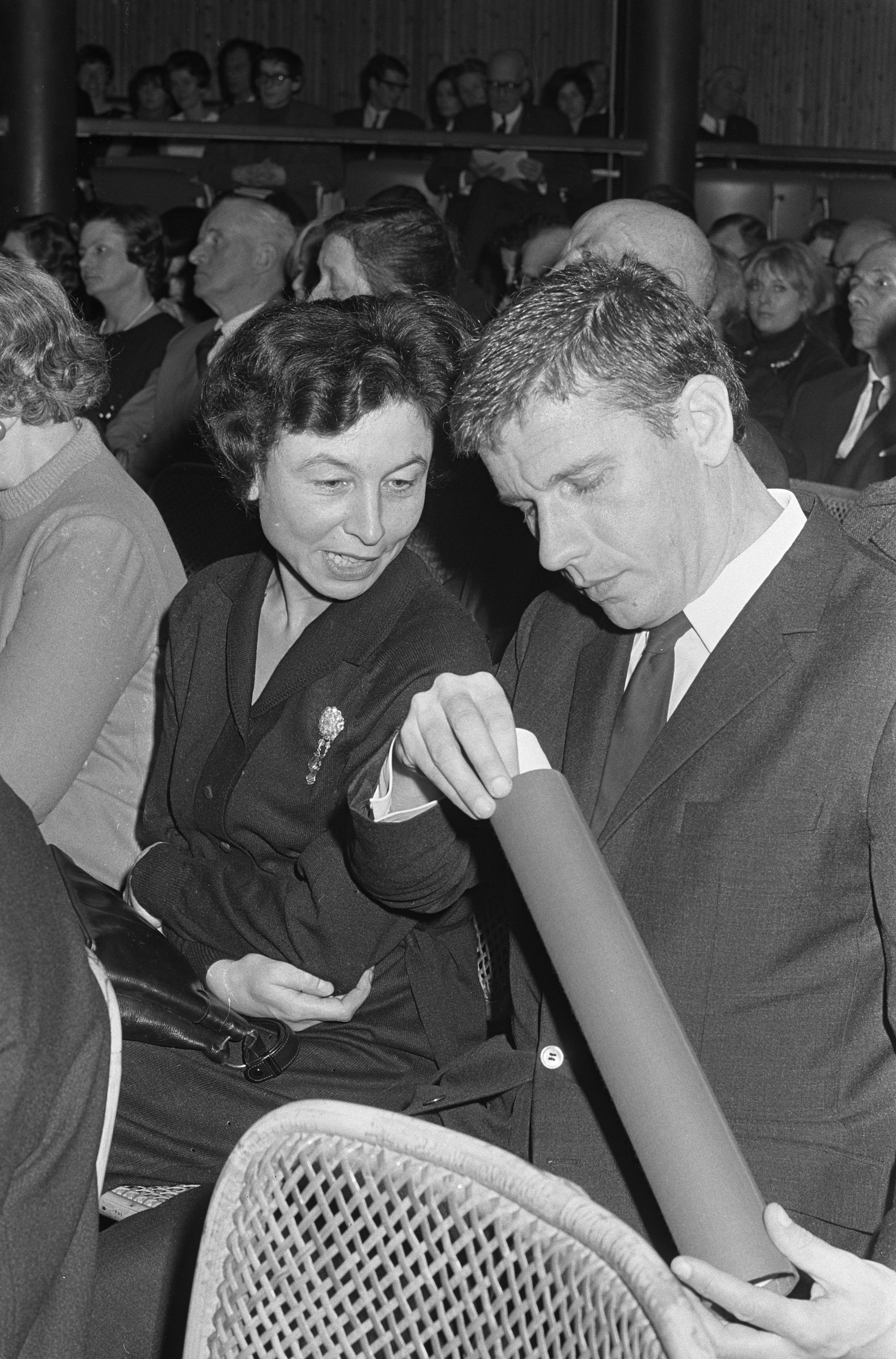
Hanny Michaelis en Gerard Reve bij de uitreiking in 1966

- 1946 - Simon Vestdijk voor Pastorale 1943
- 1947 - Dola de Jong voor En de akker is de wereld
- 1948 - Annie Romein-Verschoor voor Vaderland in de verte
- 1949 - Anna Blaman voor Eenzaam avontuur
- 1949 - Josef Cohen voor De tocht van de dronken man
- 1951 - niet toegekend
- 1953 - A. Alberts voor Groen
- 1954 - J.B. Charles voor Volg het spoor terug
- 1955 - Inez van Dullemen voor Het verzuim
- 1955 - Marie-Sophie Nathusius voor De partner
- 1955 - Rein Blijstra voor Een schot in de bergen
- 1956 - Anna Blaman voor Op leven en dood
- 1957 - Maurits Dekker voor Op zwart stramien
- 1958 - niet toegekend
- 1959 - Remco Campert voor De jongen met het mes
- 1959 - Vincent Mahieu voor Tjies
- 1960 - Simon Vestdijk voor De ziener
- 1961 - Anton Koolhaas voor Gekke witte
- 1961 - Barend Roest Crollius voor Dagboek van Sara
- 1961 - Inez van Dullemen voor De oude man
- 1962 - Willem G. van Maanen voor De dierenhater
- 1963 - Gerard Kornelis van het Reve voor Tien vrolijke verhalen
- 1963 - Jan Wolkers voor Serpetina's petticoat
- 1963 - M. Cohen voor Mevrouw de Valdon
- 1964 - Jos Ruting voor Lydia en de zwaan
- 1965 - Bob den Uyl voor Vogels kijken[1]
- 1966 - Gerard Kornelis van het Reve voor Op weg naar het einde
- 1967 - Jan Cremer voor Ik Jan Cremer, Tweede boek
- 1968 - Gerrit Krol voor Het gemillimeterde hoofd
- 1969 - William D. Kuik voor Utrechtse notities
- 1970 - de prijs was door de jury toegedacht aan Friedrich Weinreb voor Collaboratie en verzet 1940-1945, deel 1: Het land der blinden. De voordracht werd door de gemeenteraad niet aanvaard. De prijs werd niet uitgereikt.
- 1971 - H.C. ten Berge voor Een geval van verbeelding